# 剣持点

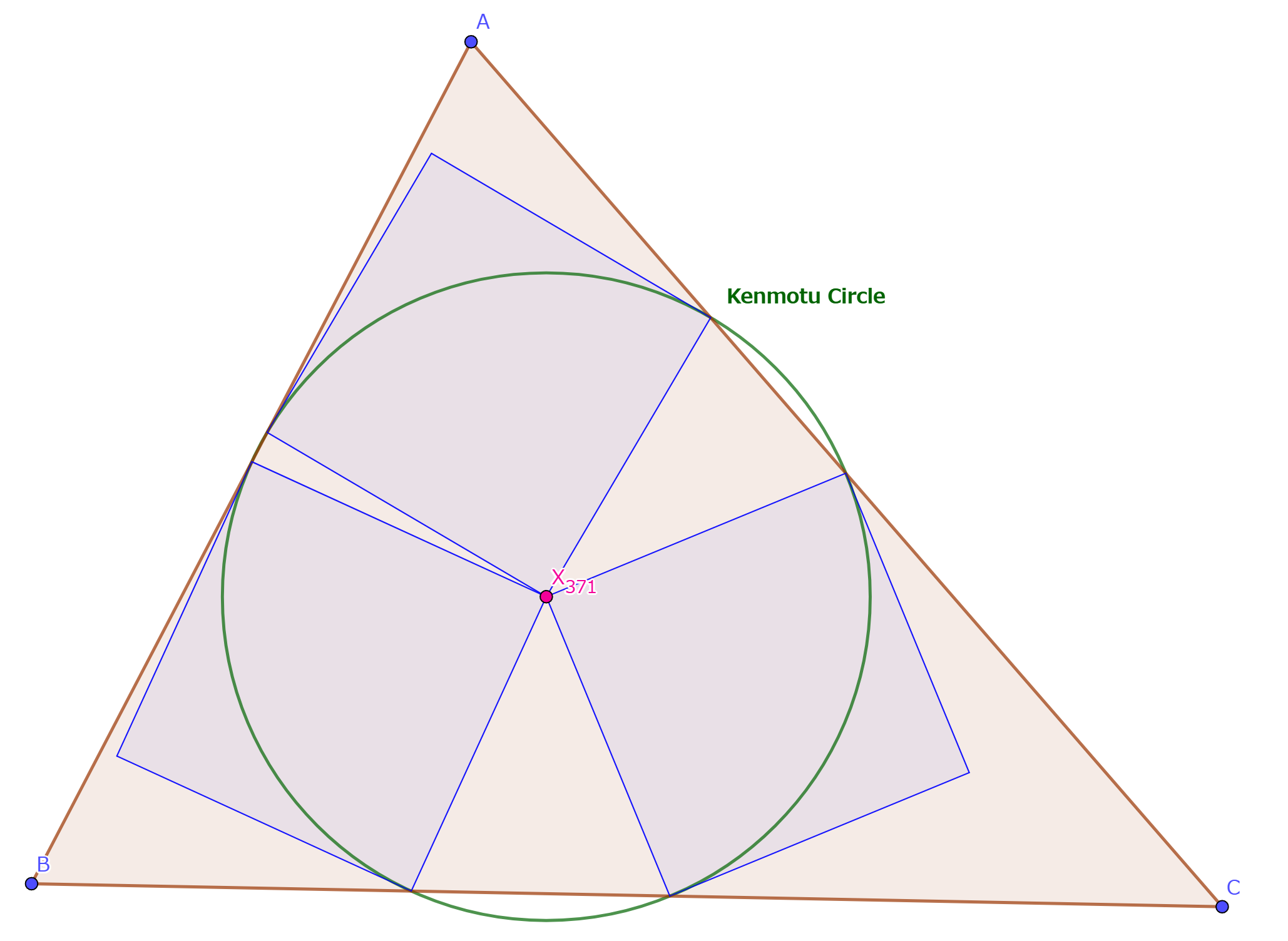
剣持点

幾何学において、剣持点（けんもつてん、けんもちてん、英語: Kenmotu point）は和算で発見された三角形の中心の一つである。探賾算法を著作した剣持章行の名を冠する。剣持点の英名は"Kenmotu"であるが、剣持章行の苗字の読みは「けんもち」である。また、その定義から合同正方形点（congruent squares point）とも呼ばれる。またフェルマー点との深い関係があることがわかっている。

## 定義
三角形△ABCについて、三角形の内部にあるAB,BC上、BC,CA上、CA,AB上に頂点を持つ合同な3つの正方形のある頂点は一致する。正方形が三角形の内部にある場合これを剣持点または第一剣持点（1st Kenmotu point）という。また、剣持点と辺上の点でない正方形の頂点から成る三角形と基準三角形は配景である。これを第二剣持点（2nd Kenmotu point）という。

## 三線座標
剣持点はEncyclopedia of Triangle CentersのX371,X372に登録されている。それぞれの三線座標は以下の式で与えられる。
{\displaystyle \cos(A-{\frac {\pi }{4}}):\cos(B-{\frac {\pi }{4}}):\cos(C-{\frac {\pi }{4}})}
{\displaystyle \cos(A+{\frac {\pi }{4}}):\cos(B+{\frac {\pi }{4}}):\cos(C+{\frac {\pi }{4}})}

## 剣持円
剣持点を構成する正方形の三角形の辺上にある点計6点は共円である。この円を剣持円（Kenmotu Circle）という。半径は次の式で与えられる。また円の中心は第一剣持点である。
{\displaystyle R_{k}=R{\frac {\sin \,\omega }{\sin \,\omega +{\frac {\pi }{4}}}}={\frac {{\sqrt {2}}abc}{4S+a^{2}+b^{2}+c^{2}}}}
ただしRは外接円の半径、ωはブロカール角、a,b,cは三角形の辺長、Sは面積、である。
剣持円はタッカー円に属する。

## 性質

### 第一剣持点
- 外接円と第二ルモワーヌ円の内相似点である。
- ブロカール軸上にある。
- 外ベクタン点の等角共役点である。

### 第ニ剣持点
- △ABCについて、三角形の外部にあるAB,BC上、BC,CA上、CA,AB上に頂点を持つ合同な3つの正方形のある頂点は第ニ剣持点で一致する[4]。
- ブロカール軸上にある。
- 内ベクタン点の等角共役点である。
- 外接円と第二ルモワーヌ円の外相似点である。

## 一般化
正方形をひし形にした場合にしても同様の点が存在する。つまり、△ABCについて、三角形の内部にあるAB,BC上、BC,CA上、CA,AB上に頂点を持つ合同な3つのひし形のある頂点は一致する。これはCongruent rhombi pointと呼ばれる。

## 関連
- エプシュタイン点
- 類似重心
- イフ合同心
- 合同辺平行線点
- 合同二等辺化線点
- 等力点
- タッカー円